# Tanami

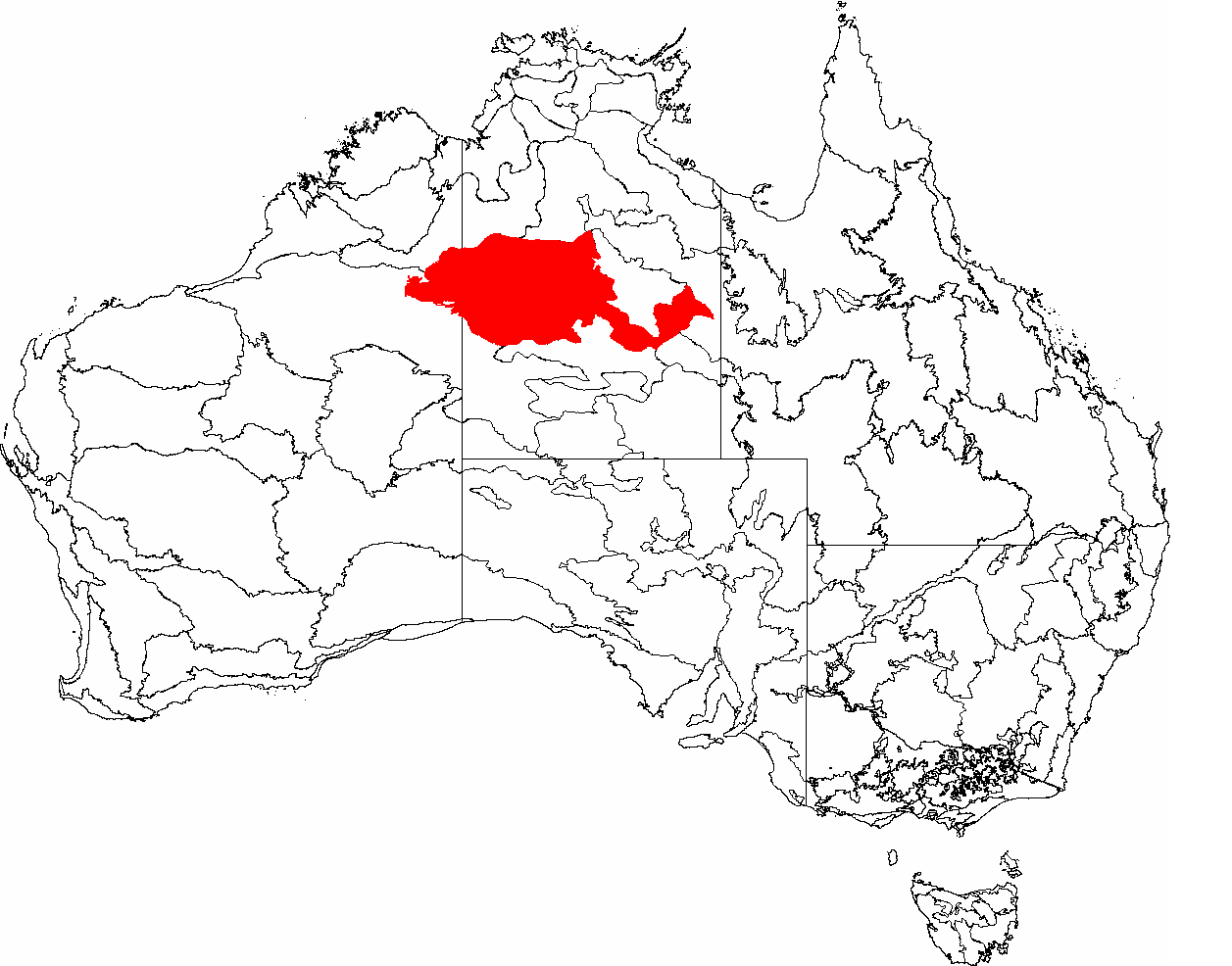
Pustynia Tanami (kolor czerwony)

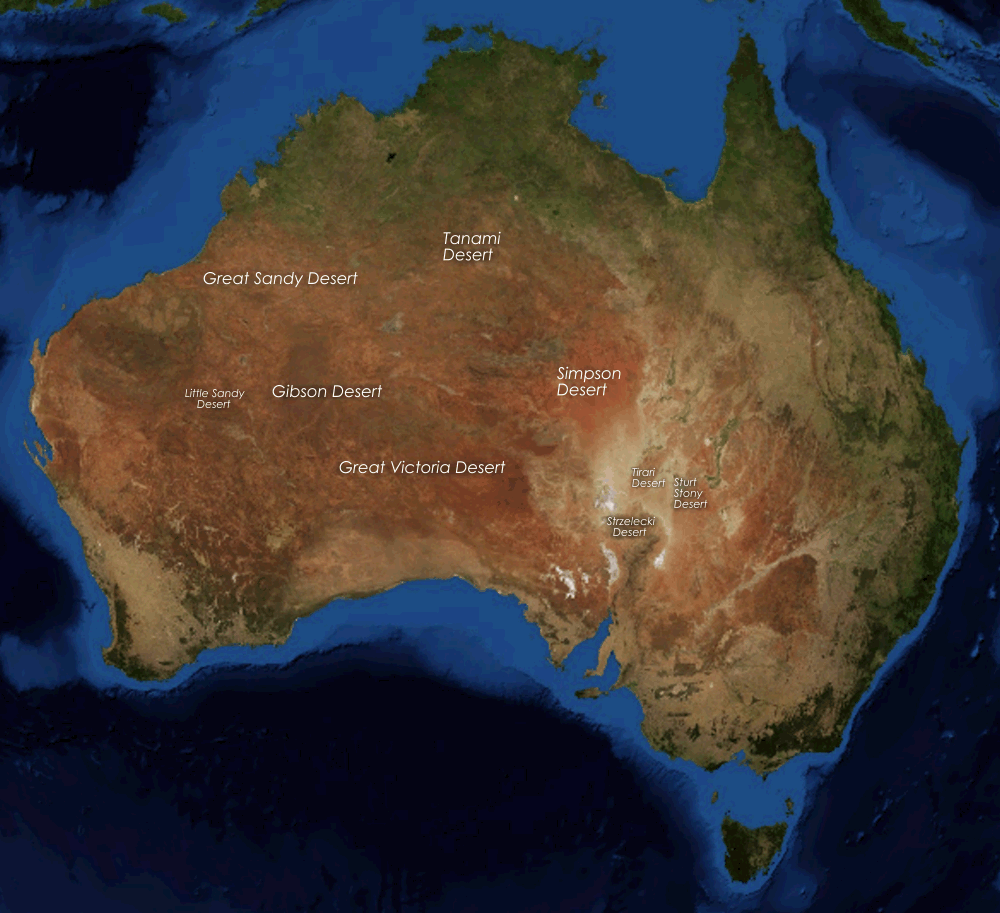
Pustynie Australii

Tanami Desert – piaszczysta pustynia w północnej Australii, w środkowej części Terytorium Północnego. Zajmuje powierzchnię 184,5 tys. km². 
W jej południowej części znajduje się obszar chronionej przyrody Tanami Desert Wildlife Sanctuary.